# 伯爵表

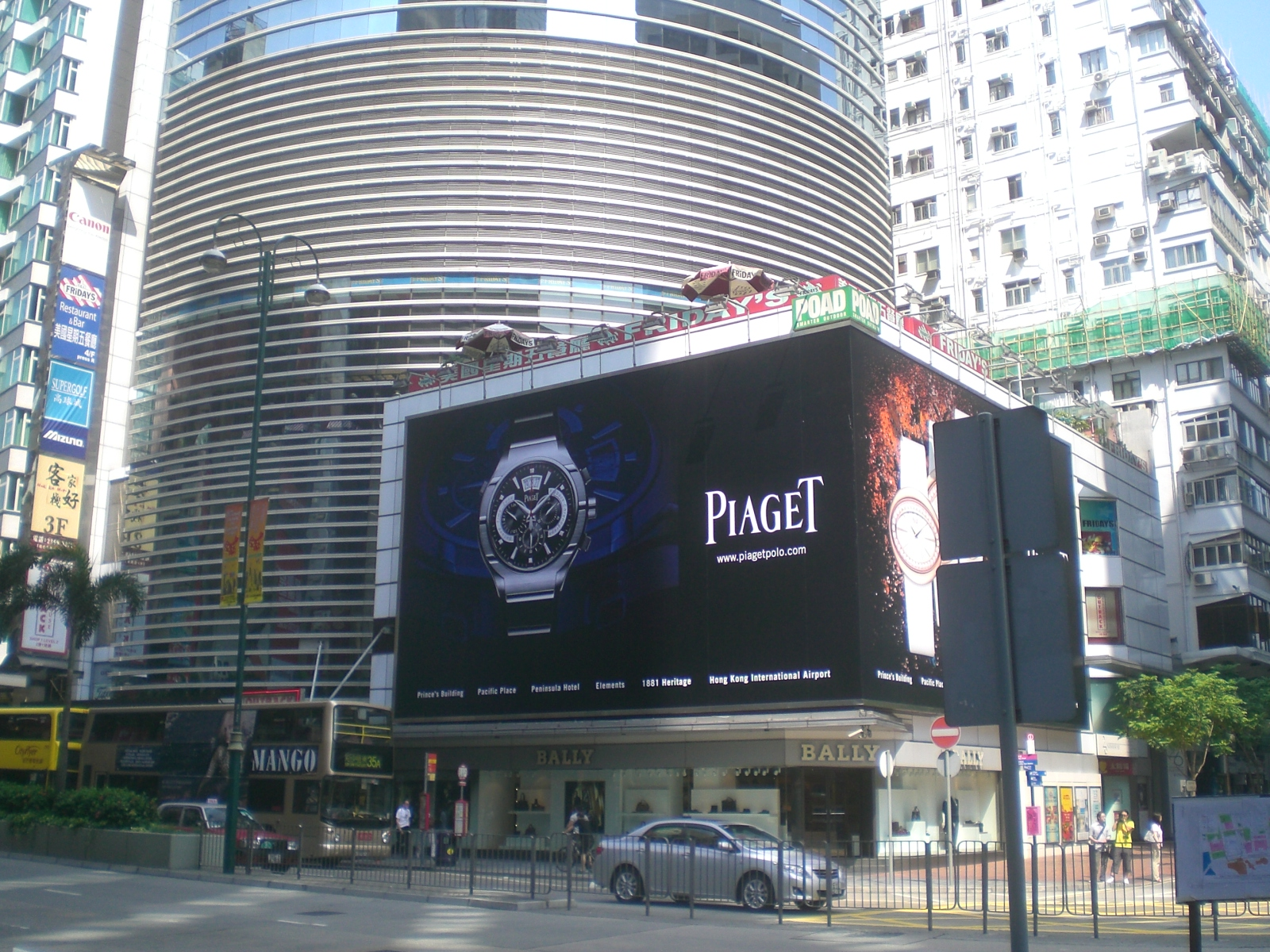
在尖沙咀的戶外廣告

伯爵是瑞士奢華鐘錶珠寶品牌，由喬治·皮亚热（Georges Piaget）於1874年在瑞士的拉科特欧费創立。伯爵屬於專門經營奢侈品業的历峰集团旗下品牌之一。

## 歷史

### 緣起（1874-1942）
1874年，喬治·愛德華·皮亚热（Georges Edouard Piaget）在瑞士汝拉山區的拉科特歐費安家立業，首先在家的農舍中成立第一間鐘錶工作坊，專門製作懷錶並為瑞士著名的鐘錶品牌製作高精準度的優質機芯。伯爵很快就聲名遠播，遠遠超越了瑞士納沙泰爾地區。
1911年，提摩太·皮亚热（Timothée Piaget）從父親手中接掌家業，伯爵錶廠開始專門從事腕錶的製作。

### 自創品牌（1943-1955）
在創辦人孫子热拉尔德和瓦朗坦·皮亚热（Gérald & Valentin Piaget）兩人的掌舵下，在1943年將伯爵註冊為品牌名稱，於拉科特歐費的廠房製作自行設計的腕錶，伯爵品牌在國際市場上迅速發展。
在拉科特歐費增建的嶄新廠房於1945年落成啟用，並決定另闢蹊徑，開始投入創新技術及超薄機芯的研發工作。

### 超薄機芯與珠寶創作（1956-1963）
1957年，位於拉科特歐費的伯爵錶廠推出史上第一款手動上鏈超薄機械機芯9P機芯（厚度僅有2毫米）。
1960年，伯爵的製錶師們研發出厚度僅有2.3毫米的12P機芯，這款世界上最纖薄的自動上鏈機芯已正式列入金氏世界紀錄。
在此期間伯爵創作出多款精緻獨特的腕錶，如金幣錶、指環錶、胸針錶甚至袖扣錶，同時還首次推出品牌珠寶系列。
1957年Altiplano腕錶堂堂問世，成為品牌的經典明星錶款之一。
不斷擴大的伯爵在日內瓦成立珠寶工作坊，並在1959年開設首家伯爵專賣店。

### 如日中天（1964-1987）
伯爵珠寶贏得了諸多國際名人如甘迺迪夫人（Jackie Kennedy）、電影紅星珍娜·露露布莉姬妲（Gina Lollobrigida）、藝術家安迪·沃荷（Andy Warhol）的青睞，名聲鵲起。1964年，伯爵首次推出採用青金石、綠松石、黑瑪瑙、虎眼石等寶石製作錶盤的系列腕錶。接著又推出「衣袖錶」，成為奢華腕錶的經典象徵。1976年推出當時最小巧的7P石英機芯。
1979年問世的Piaget Polo 伯爵馬場腕錶，以前衛的風格確立其偶像地位。1986年推出Dancer系列錶款也成功贏得各方肯定。
自1980年起，在伊芙·皮亚热（Yves Piaget）的領導下，伯爵仍持續不懈地追求卓爾不凡的品味，使其「鐘錶界的珠寶大師」頭銜當之無愧。

### 加入集團（1988-2000）
現今歷峰集團的前身梵登（Vendôme）奢侈品集團於1988年併購伯爵錶廠。
90年代伯爵陸續創造Possession、Tanagra、Limelight等系列，以及搭配隨時可替換錶帶的Miss Protocole系列。
在腕錶方面則推出Altiplano超薄腕錶系列，並於1999年重新演繹經典的Emperador系列。
集多種複雜功能於一身的高級腕錶，一併歸屬於Black Tie系列。

### 全新機芯（2001-2008）
伯爵在日內瓦市郊普朗莱苏阿特建立全新的高級製錶廠，於2001年正式落成啟用。機芯仍於伯爵賴以起家的拉科特歐費廠房內製作。新廠房共囊括了40多個鐘錶及珠寶各式工藝及辦公部門。
同年，象徵70年代的經典代表作Polo系列以煥然一新的面貌與錶迷見面。伯爵並推出Magic Reflections珠寶系列。
在此期間，伯爵錶廠研發出多款精湛的機械機芯，並於2002年推出伯爵首枚自製的600P陀飛輪機芯，這是全球最纖薄的長方形陀飛輪機芯，厚度僅有3.5毫米。

## 钟表珠宝制造
品牌所有機械機芯的設計、研發和製造全部在伯爵工作坊內部完成。
伯爵錶廠創始於1874年，囊括了40多種專業技能，無論是功能複雜的腕錶或精緻華麗的珠寶，從設計到交貨都由伯爵一手包辦。

### 超薄機芯
伯爵堪稱超薄機芯創製領域的先驅，於1957及1960年相繼推出的9P及12P機芯，分別是當時世界上最纖薄的手動上鏈機芯及自動上鏈機芯。這兩款機芯後來又衍生出一系列現代版本的機芯，即厚度僅有2.1毫米的430P、450P及438P機芯。這些創新的機芯應用於Altiplano系列等錶款中。

### 陀飛輪機芯
陀飛輪機芯的研發耗時超過3年，研發成果即是世界上最纖薄的伯爵600P長方形陀飛輪機芯，厚度僅3.5毫米。陀飛輪機芯框架尤其複雜完備：由42個微小部件組成，其中包括3枚重量只有0.2克的鈦合金錶橋。浮動式陀飛輪固定於一個單點軸心之上，表面刻有伯爵的P字母標誌，更增加了系統平衡的難度。為保證腕錶精準可靠，每一枚600P機芯從頭到尾只由一位製錶技師負責組合裝配。

### 鏤空陀飛輪機芯
浮動式陀飛輪機芯是伯爵的代表作，它是全世界最纖薄的長方形陀飛輪機芯（厚度僅3.5毫米）。
以手工鐫刻的陽光雕紋從陀飛輪框架向外放射，切割出60道紋路，象徵著60秒的時間。金質機芯鑲嵌著名貴寶石。伯爵的鏤空陀飛輪機芯擁有數項專利，每一枚機芯均由同一位製錶技師負責組合裝配。

### 飛返式機芯
由伯爵錶廠自行設計、研發和製造的560P手動上鏈機械機芯，配備複雜精密的飛返秒針顯示功能。飛返秒針在設於12時位置的弧形顯示器內從0運行至30，並於瞬間回到起點，重新出發。歷時24個月的研發設計，集眾多精湛手工裝飾於一身：環形日內瓦波紋，機板珍珠圓點打磨，錶橋倒角打磨和延展，藍色螺絲。

### 自動上鏈機芯
2006年，伯爵推出新一代自動上鏈機械機芯。800P機芯備有時分顯示、中央秒針、大型日期顯示，配備兩個發條盒，動力儲存達72小時。直徑12法分（26.8毫米）的800P機芯每小時振頻為21,600次（3 Hz），依靠螺絲擺輪來進行微調。850P雙時區機芯的兩個錶盤分別顯示小秒針和第二時區時間。並設有與第一時區同步的晝夜指示裝置，使顯示功能更臻於完備。

### 琺瑯技藝
伯爵以祖傳方法延續微型繪畫領域的琺瑯技藝。首先要將粗琺瑯研磨、清洗至細粉狀，然後與有黏性的精油混合，製成彩色的粉糰。琺瑯上的圖案以毛筆逐層上色，每層琺瑯質都需經過800多度高溫燒製使之玻璃化。每個琺瑯作品都需要近20次的燒製，才能確保琺瑯永遠不會變質或褪色。

## 重要产品

### 腕錶[6]
- Black Tie
- Altiplano
- Upstream
- Piaget Polo
- Dancer
- Possession
- Miss Protocole
- Limelight
- 非凡珍品
- Creative Collection

### 珠寶[7]
- Possession
- 婚禮
- 心形與垂飾系列
- Miss Protocole
- Magic Gardens of Piaget
- Limelight
- Creative Collection
- 男士系列

## 环保评级
2018年12月，世界自然基金会（WWF）发布官方报告，包含对瑞士15个主要钟表及珠宝生产商的环保评级。 其中伯爵表排名第3，并连同其它3个生产商（包括江诗丹顿、积家、卡地亚）所获得的评级为一般（"Upper Midfield"），意味着作为钟表、珠宝生产商伯爵公司采取了一定的措施以消除其生产活动对环境及气候变化所造成的影响。
在钟表及珠宝制造行业，主要的环保隐患有二：1）生产活动的不透明；2）对珍贵原材料的大量开采，主要包括金矿。而后者是造成众多环境问题的重要因素之一，比如水土污染、土壤退化、森林破坏等。 据估计，钟表及珠宝行业每年消耗超过2000吨的黄金，占全球黄金产量的50%以上，而大多数情况下，钟表制造公司不能或不愿意说明其原材料的来源以及原材料供应商是否采用环保的开采方式。 依据伯爵的官方文件，伯爵公司坚持保护自然资源、最大化降低其对自然环境的影响。

## 活動 – 贊助

### 美國獨立精神獎（Spirit Awards）
2008年，伯爵特別贊助以鼓勵獨立製片為宗旨的美國獨立精神獎（Spirit Awards）。
頒獎典禮於2008年2月23日在美國加州聖塔摩尼卡（Santa Monica）舉行。
得獎名單如下：
- 最佳影片：Jason Reitman執導的《朱諾》
- 最佳導演：《潛水鐘與蝴蝶》的導演Julian Schnabel
- 最佳劇本：Tamara Jenkins所編的《薩維奇一家》
- 最佳女主角：《朱諾》的女主角Ellen Page
- 最佳男主角：《薩維奇一家》的男主角Philip Seymour Hoffman
- 最佳女配角：《巴布狄倫的七段航程》的Cate Blanchett
- 最佳男配角：《誰來叩應》的Chiweteil Ejiofor
- 最佳外語片：John Carney執導的愛爾蘭片《曾經擁有》
- 最佳處女作：Scott Frank執導的《監守自盜》

## 伯爵專賣店
伯爵在全球84個國家設有800多家專賣店，其中最具代表性的名店位於世界各大都市的黃金地段：
- Piaget Paris - Place Vendôme

1992年開幕的巴黎伯爵專賣店位於花都巴黎最繁華的梵登廣場。
- Piaget Monaco - Beaux Arts

摩納哥伯爵專賣店自1980年起，在著名的「美術大道」（avenue des Beaux Arts）營業至今。
- Piaget Berlin - Kurfürstendamm

2002年，柏林伯爵專賣店於Kurfürstendamm開幕。
- Piaget Palm Beach - South County Road

伯爵在美國佛羅里達州的度假勝地棕櫚灘開設了一家專賣店。
- Piaget Miami - Collins Avenue

同樣在美國佛羅里達州，伯爵在邁阿密市中心Collins大道上設立一家專賣店。
- Piaget New-York - Cinquième Avenue

伯爵在紐約曼哈頓遠近馳名的第五大道上開設專賣店。
- Piaget Las Vegas - Hôtel Palazzo

拉斯維加斯伯爵專賣店的成立，象徵著伯爵在國際市場上蓬勃發展的趨勢。

## 相關獎項

### 伯爵得獎紀錄
伯爵錶歷年來獲得的獎項不勝枚舉，例如：
- 2000年Emperador腕錶款獲得瑞士權威鐘錶雜誌《Montres Passion》所頒發的「年度最佳腕錶」獎(1)[13]。
- 在日內瓦鐘錶大獎賽中，Piaget 1967腕錶獲得2002年「腕錶設計」獎 (2)[14]，Altiplano XL腕錶獲得2003年「超薄腕錶」獎 (3) [15]。
- 在日內瓦鐘錶大獎賽中，伯爵以Limelight Party錶款獲得2006年「女裝珠寶錶」獎 (4)[16]
- 2006年，Limelight Party腕錶也被西班牙珠寶設計專業雜誌《Vogue Joyas》評選為「2006年最美的腕錶」 [17]。
- Piaget Polo計時碼錶被法國腕錶月刊《La Revue des Montres》評選為計時碼錶類的「2007年最佳腕錶」 (5) [18]
- Emperador錶款榮獲《Alam Assaat Wal Moujawharat》腕錶及珠寶雜誌舉辦的中東年度腕錶大獎「2007年男裝腕錶」獎 (6)[19]
- Limelight Party隱密腕錶獲得比利時《Passion des Montres》專業雜誌女裝腕錶的「2007年最佳腕錶」提名[20].

### 伯爵最佳珠寶師獎
伯爵錶廠於2005年創設了「最佳珠寶師獎」，表揚以最優異的成績獲得「瑞士聯邦能力證書」的學生。第一位得獎的優秀畢業生是Dorian Recordon。

## 外部連結
- 伯爵官方網站[永久]（英文）
  - 伯爵中国大陆官方网站 （页面存档备份，存于）（简体中文）
  - 伯爵香港官方網站 （页面存档备份，存于）（繁體中文）
  - 伯爵臺灣官方網站 （页面存档备份，存于）（繁體中文）
- 金伯利進程認證機制（页面存档备份，存于）（英文）（法文）
- 責任珠寶實務委員會（页面存档备份，存于）（英文）
- 高級鐘錶業基金會（页面存档备份，存于）（法文）（英文）（日語）（简体中文）